# Landsbyen
Landsbyen er en dansk dramaserie, skrevet af Stig Thorsboe og Peter Thorsboe og produceret af Nordisk Film for TV2 ØST og da den regionale station ikke kunne løfte produktionen, blev serien overtaget af DR. Landsbyen blev sendt over fire sæsoner i perioden 1991-1996. Serien består af 44 afsnit af ca. 25 minutter og er blevet genudsendt flere gange.
Serien, der var en stor satsning og succes for DR, er en bred familiefortælling, der finder sted i de tidlige 1990'ere, hvor 1980'ernes op- og nedture stadig præger samtiden. Vi følger en familie som ejer en af de store gårde i Østerby, Brydegaard. Moderen Ingeborg Andersen (Kirsten Rolffes) vil ikke opgive familiens magt i byen, og da byens "fortabte pige" Eva Vestergaard (Chili Turell) vender tilbage og vil finde sin lille datter (Astrid), oplever hun både modstand og nysgerrighed. Ingeborg Andersen må imidlertid affinde sig med, at hendes indflydelse bliver mindre – mens familiens magtposition styrkes. Mange af optagelserne optaget i landsbyen Grumløse på Sydsjælland.

## Medvirkende
Listen over medvirkende tæller bl.a.:
- Kirsten Rolffes (Ingeborg Andersen, enke, mor til Aksel og Frank Andersen)
- Søren Østergaard (Frank Andersen, søn af Ingeborg A., forretningsmand af tvivlsom karakter)
- Niels Skousen (Aksel Andersen, ældste søn af Ingeborg A., landmand, driver den fædrene gård)
- Chili Turell (Eva Vestergaard, tidligere kæreste med Aksel A. med hvem hun - uvidende om – har en datter, Astrid)
- Helene Egelund (Astrid Andersen, datter af Aksel Andersen og Eva Vestergaard)
- Kurt Ravn (Bjarne Mortensen)
- Lene Falck (Karen Andersen, gift med Frank Andersen)
- Kirsten Lehfeldt (Mille)
- Stig Hoffmeyer (Ulrik Kirkegaard, læge i Østerby)
- Michelle Bjørn-Andersen (Sanne Nordfeld, advokat)
- Peter Schrøder (Mathiesen, byggematador)
- Lars Simonsen (Advokat)
- Lars Knutzon (Borgmester)
- Christiane Bjørg Nielsen (Frandsen, Sekretær)
- Claus Bue (Elektriker, medlem af byrådet)
- Maurice Blinkenberg (Bo, Astrids søn)

## Episoderne

### 1. sæson
Sendt første gang 28.09.1991-26.10.1991, instrueret af Tom Hedegaard og manus af Peter Thorsboe & Stig Thorsboe.
- 1. episode (25 minutter): Eva vender tilbage til sin barndomsby, Østerby. Karen kontakter straks Ingeborg for at fortælle, at Eva er i byen, men Ingeborg afviser Eva. Imens vil Evas datter Astrid besøger Michael, der sidder i fængsel. Frank fortæller Ingeborg om sine fremtidsplaner. Da Aksel opdager, at Eva er i byen, leder han efter hende. Han finder hende imidlertid ikke. Hun er rejst.
- 2. episode (26 minutter)
- 3. episode (25 minutter)
- 4. episode (22 minutter)
- 5. episode (25 minutter)
- 6. episode (22 minutter)

### 2. sæson
Sendt første gang 02.12.1993-21.12.1993, instrueret af Tom Hedegaard og manus af Peter Thorsboe & Stig Thorsboe.
- 7. episode (30 minutter)
- 8. episode (30 minutter)
- 9. episode (30 minutter)
- 10. episode (30 minutter)
- 11. episode (30 minutter)
- 12. episode (29 minutter)

### 3. sæson
Sendt første gang 04.10.1994-08.11.1994, instrueret af Tom Hedegaard og manus af Peter Thorsboe & Stig Thorsboe.
- 13. episode (30 minutter)
- 14. episode (30 minutter)
- 15. episode (30 minutter)
- 16. episode (30 minutter)
- 17. episode (30 minutter)
- 18. episode (29 minutter)

### 4. sæson
Sendt første gang 18.10.1995-10.04.1996, og i modsætning til de forrige sæsoner produceret med forskellige instruktører og manuskriptforfattere.
- 19. episode (29 minutter), instrueret af Niels Gråbøl, manus af Peter Thorsboe & Stig Thorsboe
- 20. episode (27 minutter)), instrueret af Niels Gråbøl, manus af Peter Thorsboe
- 21. episode (29 minutter), instrueret af Niels Gråbøl, manus af Peter Thorsboe & John Stefan Olsen
- 22. episode (28 minutter), instrueret af Niels Gråbøl, manus af Stig Thorsboe
- 23. episode (29 minutter), instrueret af Niels Gråbøl, manus af Kristen Bjørnkjær & Stig Thorsboe
- 24. episode (30 minutter), instrueret af Niels Gråbøl, manus af Kaj Niessen & Stig Thorsboe
- 25. episode (29 minutter), instrueret af Anders Refn, manus af Peter Thorsboe & John Stefan Olsen
- 26. episode (29 minutter), instrueret af Anders Refn, manus af Gert Duve Skovlund, Ejvind Andersen & Stig Thorsboe
- 27. episode (29 minutter), instrueret af Anders Refn, manus af Peter Thorsboe & Lotte Tarp
- 28. episode (28 minutter), instrueret af Anders Refn, manus af Peter Thorsboe
- 29. epsiode (28 minutter), instrueret af Anders Refn, manus af Stig Thorsboe
- 30. episode (29 minutter), instrueret af Anders Refn, manus af Stig Thorsboe
- 31. episode (29 minutter), instrueret af Kristoffer Nyholm, manus af Stig Thorsboe & John Stefan Olsen
- 32. episode (29 minutter), instrueret af Kristoffer Nyholm, manus af Stig Thorsboe & Lotte Tarp
- 33. episode (28 minutter), instrueret af Kristoffer Nyholm, manus af Stig Thorsboe & Arne Forchammer
- 34. epsiode (29 minutter), instrueret af Kristoffer Nyholm, manus af Stig Thorsboe & Lotte Tarp
- 35. episode (28 minutter), instrueret af Kristoffer Nyholm, manus af Stig Thorsboe & Arne Forchammer
- 36. episode (28 minutter), instrueret af Kristoffer Nyholm, manus af Stig Thorsboe & John Stefan Olsen
- 37. episode (30 minutter), instrueret af Hans Kristensen, manus af Stig Thorsboe & Lotte Tarp
- 38. epsiode (29 minutter), instrueret af Hans Kristensen, manus af Stig Thorsboe & John Stefan Olsen
- 39. episode (29 minutter), instrueret af Hans Kristensen, manus af Stig Thorsboe
- 40. episode (29 minutter), instrueret af Hans Kristensen, manus af Stig Thorsboe og Arne Forchammer
- 41. episode (29 minutter), instrueret af Hans Kristensen, manus af Stig Thorsboe og John Stefan Olsen
- 42. episode (29 minutter), instrueret af Hans Kristensen, manus af Stig Thorsboe og Lotte Tarp
- 43. episode (29 minutter), instrueret af Hans Kristensen, manus af Stig Thorsboe og Arne Forchammer
- 44. episode (29 minutter), instrueret af Hans Kristensen, manus af Stig Thorsboe